# Jimmy Kébé
Jimmy Boubou Kébé (19 de janeiro de 1984) é um futebolista profissional malinês que atua como defensor.

## Carreira
Jimmy Kébé representou a Seleção Malinesa de Futebol nas Olimpíadas de 2004.